# سوزان راتن
 سوزان راتن (انگلیسی: Susan Ruttan؛ زادهٔ ۱۶ سپتامبر ۱۹۴۸) هنرپیشه اهل ایالات متحده آمریکا است. وی از سال ۱۹۸۱ میلادی تاکنون مشغول فعالیت بوده‌است.